# Götzen (Adelsgeschlecht)

Stammwappen derer von Götzen

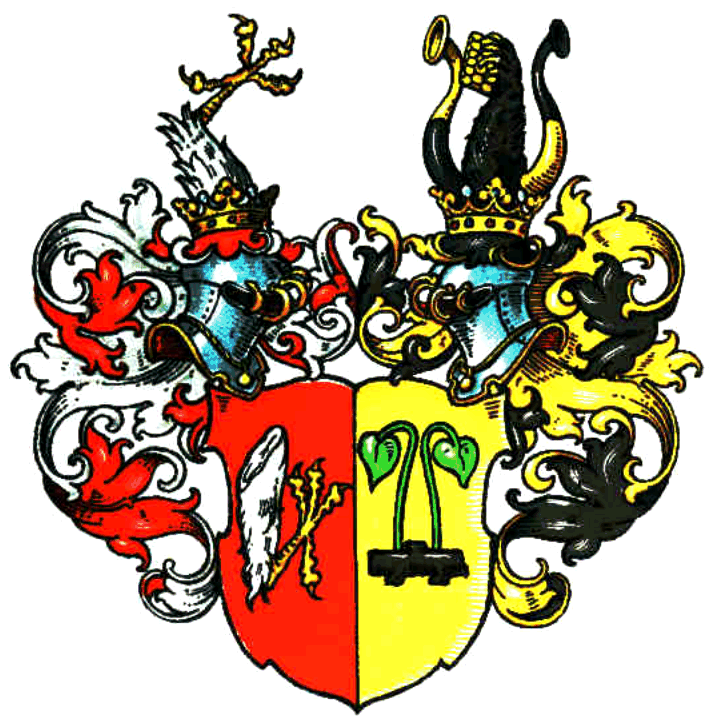
Wappen derer von Götzen seit 1670

Götzen (auch Goetzen oder Götz) ist der Name eines nach Preußen gekommenen Zweiges der von Jeetze, die zum altmärkischen Uradel gehören.

## Geschichte
Das Geschlecht der Jeetze erscheint urkundlich erstmals 1279 mit dem Ritter Friedrich von Jedi(t)z. Die ununterbrochene Stammreihe der von Götzen beginnt mit Niclas Götcze, 1455 auf Bothkeim mit Ditthausen und Götzlack, Söldner des Deutschen Ordens.
Nachdem einzelne Familienmitglieder als Feldherren im Dreißigjährigen Krieg in kaiserliche Dienste traten, stiegen sie gesellschaftlich auf und wurden 1633 in den Reichsfreiherren- und 1635 in den Reichsgrafenstand erhoben, so u. a. der Generalfeldwachtmeister Peter von Götzen. Durch die mit dem kaiserlichen Adelsdiplom verbundene Konversion zum Katholizismus teilte sich das Geschlecht ab 1635 in eine katholische und eine evangelische Linie.

## Wappen
- Das Stammwappen zeigt in Rot eine aufgerichtete silber-befiederte goldene Vogelklaue. Auf dem Helm mit rot-silbernen Decken eine gestürzte Vogelklaue wie im Schild.
- Das seit 1670 gespaltene Wappen zeigt rechts das Stammwappen und links in Gold einen querliegenden, gestümmelten schwarzen Baumast, aus dem zwei auswärts gebogene grüne Lindenblätter wachsen (Wappen der kurmärkischen von Götzen). Zwei Helme, rechts der Stammhelm und links Helm mit schwarz-goldenen Decken, darauf eine schwarze Bärentatze, die eine goldene Honigscheibe empor hält, zwischen zwei von Gold und Schwarz übereck geteilten Büffelhörnern (Helm der kurmärkischen von Götzen)

## Brandenburgische Stammlinie
- Friedrich von Götz(en) (1540–1595), braunschweig-lüneburgischer Hofmeister und Rat in Wolfenbüttel
- Sigismund von Götz(en) (1576–1650), brandenburgischer Kanzler
- Peter von Götz(en) auf Zehlendorf und Zülsdorf († 1605), Domherr zu Halberstadt ⚭ Eva von Sampleben († 1637)[5][6]
  - Johann von Götzen (1599–1645), bayerischer und kaiserlicher General
- Henning von Goetze († 1634), kurbrandenburgischer Oberst, Regimentschef und Festungskommandant
- Adolph von Goetze (1610–1684), kurbrandenburger Generalleutnant der Infanterie, Gouverneur der Festung Spandau und zuletzt Gouverneur von Berlin
- Johann Christoph von Goetze (1637–1703), preußischer Generalleutnant, Gouverneur der Festungen Küstrin, Driesen und Oderberg sowie Erbherr auf Löhme, Weese, Brönigke, Wilmersdorf, Stada und Wolfenberg.

## Katholische böhmische Linie
- Sigismund (Siegmund) Friedrich von Götzen (1622–1661), Sohn des kaiserlichen Generals Johann von Götzen. Er begründete die katholische böhmische Linie der Reichsgrafen von Götzen. Kaiserlich-königlicher Kammerherr, Landratsbeisitzer im Königreich Böhmen und Generalmajor. Besaß die Herrschaften Haid und Nekmíř in Böhmen sowie die Lehnsgüter Breitenbach und Pfaffendorf im Kreis Ebern. War mit Maria Isabella, Tochter des Adam Erdmann Trčka von Lípa und der Maximiliane von Harrach verheiratet und hinterließ die Söhne:
  - Hans Siegmund
  - Hans Rudolf
  - Hans Franz

Die Linie verzweigte sich weiter im 19. Jahrhundert.

## Katholische schlesische Linie
- Johann Georg von Götzen (1623–1679), zweiter Sohn des kaiserlichen Generals Johann von Götzen. Als Landeshauptmann der Grafschaft Glatz begründete er die katholische schlesische Linie der Reichsgrafen von Götzen. Dessen Nachkommen:
  - Johann Ernst von Götzen (1667–1707) erbte die väterlichen Besitzungen in der Grafschaft Glatz einschließlich der Lehnsgüter. 1690 vermählte er sich mit Maria Franziska Gräfin von Liechtenstein-Kastelkorn auf Teltsch, die 1702 verstarb. In zweiter Ehe heiratete er 1707 Cäcilia von Liechtenstein, vermutlich eine Verwandte seiner ersten Frau. Erwarb zu den ererbten Gütern die Dörfer Gabersdorf, Rothwaltersdorf, Mühldorf, Morischau und Wiltsch hinzu.
    - Franz Anton von Götzen (1693–1738), Sohn des Vorstehenden; erwarb 1715 die Herrschaft Albendorf und stiftete 1716–1721 den Neubau der Albendorfer Wallfahrtskirche 
      - Johann Joseph (Leonhard) von Götzen (1727–1771), Sohn des Vorstehenden; erwarb zu den ererbten Gütern das Gut Obermärzdorf hinzu. Vermählte sich 1748 mit Maria Catharina von Breda, Tochter des Reichsgrafen Johannes Wenzel von Breda auf Geiersberg. Da die Ehe kinderlos blieb, war Johann Joseph der letzte männliche Nachkomme aus der katholischen schlesischen Linie. Sein Hab und Gut in der Grafschaft Glatz erbten ohne die Lehen Scharfeneck und Tuntschendorf  zunächst seine drei Schwestern und 1780 der Neffe Anton Alexander von Magnis.

  - Johann Ignatius von Götzen (1670–1704), Kaiserlicher Hauptmann und Landesältester des Fürstentums Liegnitz; erbte von seiner Stiefmutter Apollonia von Hoditz die Herrschaft Kaltenstein im Fürstentum Liegnitz. Da seine Ehe mit Margaretha Freiin von Unverzagt kinderlos blieb, erbte 1704 sein älterer Bruder Johann Ernst die Herrschaft Kaltenstein.

## Evangelische schlesische Linie
Da die Grafschaft Glatz nach den Schlesischen Kriegen im Hubertusburger Frieden 1763 an Preußen übergegangen war, fielen die beiden Lehnsgüter Scharfeneck und Tuntschendorf nach dem Tod von Johann Joseph von Götzen, dem letzten männlichen Nachkommen aus der katholischen Linie, 1771 als erledigtes Lehen an Friedrich den Großen zurück. Er schenkte die Lehnsgüter an seinen Generaladjutanten
- Friedrich Wilhelm von Götzen d. Ä. (1734–1794), Gouverneur der Grafschaft Glatz. Seine Besitzungen Obersteine, Scharfeneck und Tuntschendorf vererbte er seinen Söhnen, die 1794 durch Friedrich Wilhelm II. in den erblichen Grafenstand erhoben wurden: 
  - Adolf Sigismund Graf von Götzen († 1847), Landschaftsdirektor
  - Friedrich Wilhelm Graf von Götzen d. J. (1767–1820), preußischer Generalleutnant und Gouverneur von Schlesien
- Gustav Adolf Graf von Götzen (1866–1910), Ostafrikaforscher und Gouverneur von Deutsch-Ostafrika. Er war ein Urenkel von Friedrich Wilhelm von Götzen d. Ä.

## Heutige Genealogie von Götz und von Götzen
Bis in die Jetztzeit stellen sich die von Götz in zwei Häusern dar. Die Linie Götz-Litschen geht zurück auf Friedrich von Götz (1755–1797). Markantester Vertreter ist der königlich sächsische Generalmajor Karl Friedrich von Götz (1844–1920), verheiratet mit Anna von Gruben. Die zweite Linie der von Götz ist das Haus Hohenbocka, beginnend mit Adolf von Götz (1762–1809). Hans von Götz (1832–1883) und sein gleichnamiger Sohn Hans von Götz-Hohenbocka (1863–1941) festigen den Grundbesitz auf Schloss Hohenbocka. Letzter Grundbesitzer bis zur Bodenreform dort ist dann Heinrich von Götz-Hohenbocka (1895–1974), vermählt mit Marie-Agnes von Seidlitz und Ludwigsdorf. Ihr Sohn Hans von Götz kehrt mit seiner Frau Sabine von Tschirschky und Bögendorff nach 1990 zurück in die alte Lausitzer Heimat. Aus dem Haus Hohenbocka gibt es eine weitere Nebenlinie mit Nachfahren über den Major Georg von Götz (1875–1918), Träger des Pour le mérite. Der Verwaltungsbeamte Götz von Götz entstammt ebenso der Linie Hohenbocka. Ein weiterer Zweig wiederum führt sich in der Schreibweise von Goetz und hielt das Gut Niemtsch einige Jahre. 
Die Familie von Götzen gliedert sich bis in das 21. Jahrhundert über das Haus Postnicken, den nachmaligen Zweigen der Linie Amalienruh. Unter anderem gehören zu ihnen die Generäle Artur von Götzen (1858–1939), Rechtsritter des Johanniterordens, sowie sein Bruder August von Götzen (1862–1944), Ritter des Ordens Pour le mérite.

## Weitere bekannte Familienmitglieder
- Jobst Friedrich von Götzen (1608–1669), Kurbrandenburgischer Oberst und Gouverneur von Memel[9]
- Johann (Hans) Graf von Götzen, Kaiserlicher und Kurbayrischer General (Reichsgrafenstand 1635), Oberkommandeur in Schlesien und Ungarn[10]
- Karl Ludwig von Götzen (1697–1746), preußischer Landrat des Kreises Oberbarnim[11]
  - Karl Ludwig von Goetzen (1733–1789), preußischer Generalmajor, Bruder von Friedrich Wilhelm von Götzen d. Ä.
- (?) Georg Pavlovich von Goetzen (* um 1767 in Lettland (?); † 1821), 1778 Kadett, 1785 Leutnant, 1803–1810 Kapitän des Linienschiffs Moskva der kaiserlich-russischen Kriegsmarine, 1812 Kapitän-Kommandant, 1813 im Marinestab des Zaren Alexander I., 1818 Vorgesetzter des Michael von Reineke als Geschwader-Adjudant.
- (?) Victor Yurevich von Goetzen  (* 1872 in Mitau; † 1. Juni 1938 in der Region Tula); Einwohner der Stadt Kaluga, verurteilt und hingerichtet am 10. Mai 1938 vom Volkskommissar des Ministeriums für innere Angelegenheiten der UdSSR, Opfer der stalinistischen Säuberungen.[12]